# Грање (Јакшић)
Грање је насељено место у општини Јакшић, у западној Славонији, Република Хрватска.

## Историја
До нове територијалне организације налазило се у саставу бивше велике општине Славонска Пожега.

## Становништво
Насеље је према попису становништва из 2011. године имало 91 становника.
| Националност       | 1991.       |
| Срби               | 81 (70,43%) |
| Хрвати             | 18 (15,65%) |
| Југословени        | 14 (12,17%) |
| остали и непознато | 2 (1,73%)   |
| Укупно             | 115         |